# St. Martin (Grub)

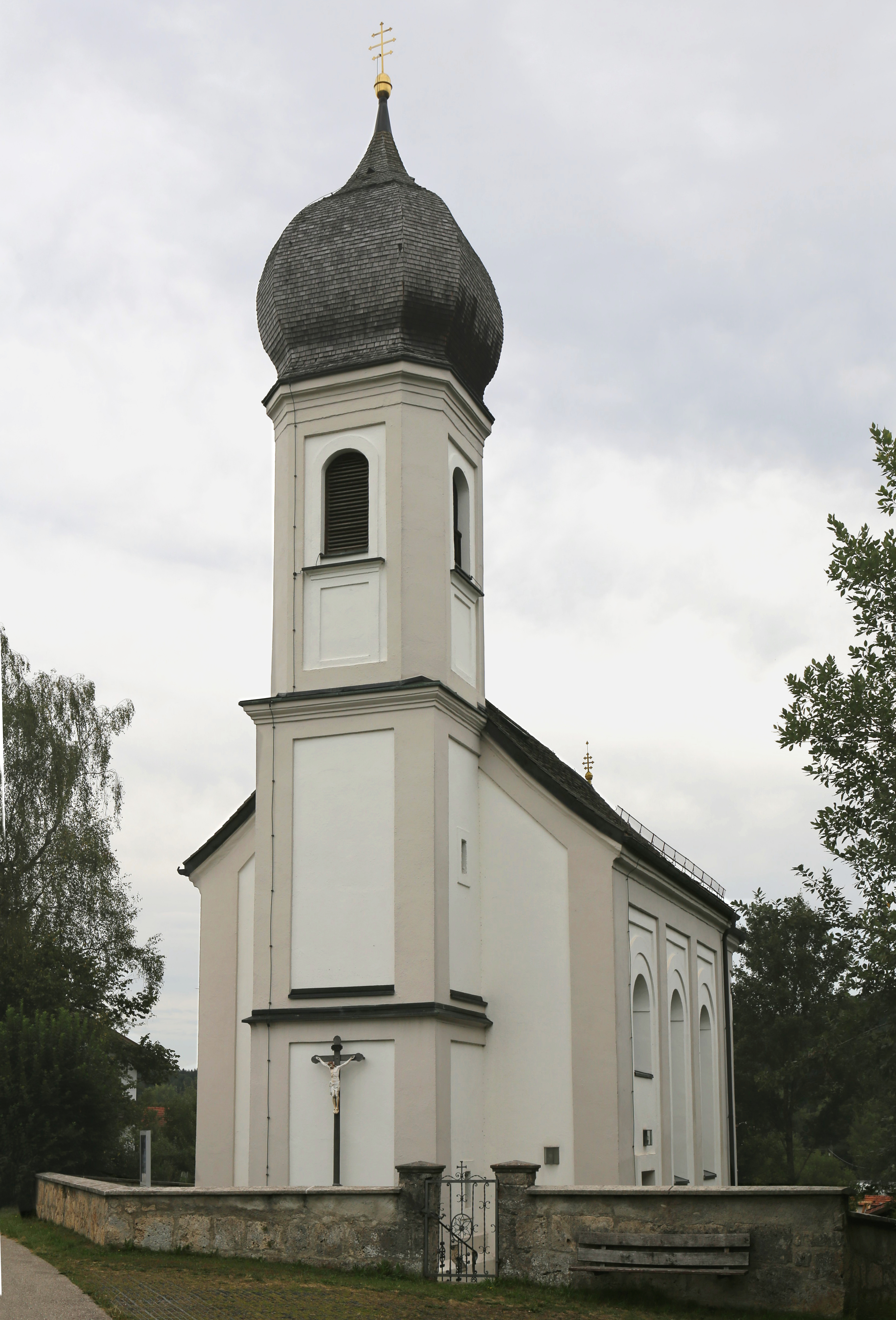
St. Martin in Grub

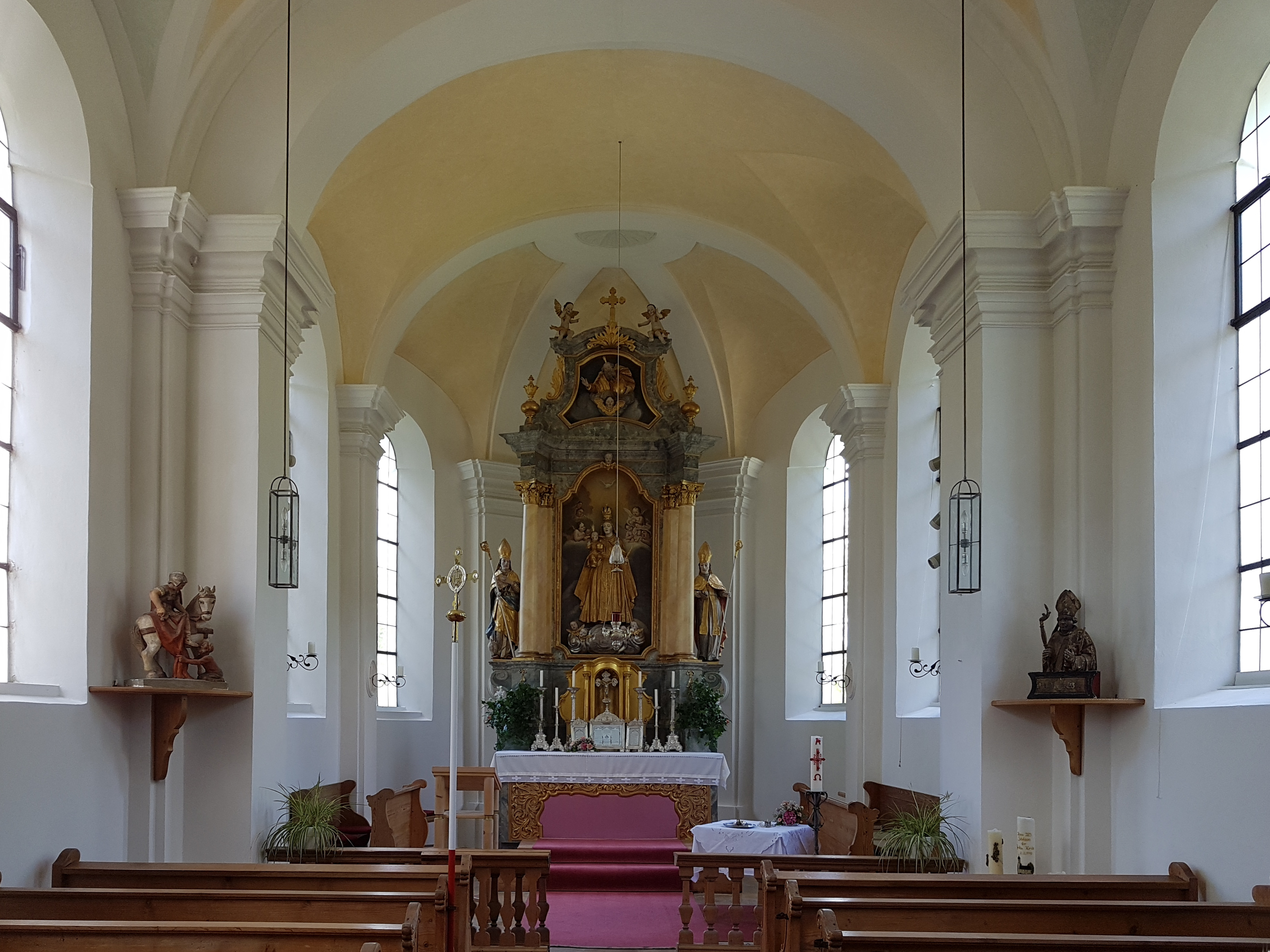
Blick zum Chor

Die römisch-katholische Filialkirche St. Martin steht in Grub, einem Gemeindeteil der Gemeinde Valley im oberbayerischen Landkreis Miesbach. Das Bauwerk ist in der Liste der Baudenkmäler in Valley als Baudenkmal unter der Nr. D-1-82-133-14 eingetragen. Die Kirche gehört zum Dekanat Miesbach im Erzbistum München und Freising. Kirchenpatron ist Martin von Tours. 

## Beschreibung
St. Martin ist eine 1722 errichtete barocke Saalkirche. Sie besteht aus dem Langhaus, einem eingezogenen, halbrund geschlossenen Chor im Osten, der östlich angebauten Sakristei und einem Kirchturm mit Zwiebelhaube im Westen.
In einem eisernen Glockenstuhl hängen drei Glocken mit den Schlagtönen a′, c′ und e′. Zwei dieser Glocken goss 1960 die Erdinger Glockengießerei von Karl Czudnochowsky, die schwerste mit einem Gewicht von 254 kg. Über die dritte, möglicherweise aus dem 15. Jahrhundert stammende Glocke ist anscheinend nichts Genaues bekannt. Aus der Inschrift ist lediglich zu ersehen, dass ein Hanns Graf sie goss.
Den Innenraum überspannt ein Stichkappengewölbe. Der Hochaltar aus der Erbauungszeit wird von den Skulpturen des hl. Martin von Tours und des hl. Ulrich von Augsburg flankiert. Martin steht links, erkennbar an der Gans als Attribut. Nach der Legende hielt Martin sich in einem Gänsestall versteckt, als er zum Bischof geweiht werden sollte, wurde aber von dem schnatternden Getier verraten. Die Mantelteilung Martins mit dem Bettler ist in der Statue links im Kirchenschiff dargestellt. In der großen Nische des Altars zwischen zwei Säulen ist Maria auf einer Wolkenbank stehend als Himmelskönigin mit Krone und Zepter dargestellt, über ihr der Heilige Geist in Gestalt der Taube. Auf dem rechten Arm trägt sie das segnende Jesuskind.